# Brioche au beurre de cacahuète
Une brioche au beurre de cacahuète est une brioche sucrée originaire de Hong Kong et dans les boulangeries du quartier chinois. La brioche comporte des couches de garniture au beurre de cacahuète, parfois avec de légères paillettes de sucre mélangées au beurre de cacahuète pour plus de saveur. Contrairement à d'autres brioches similaires, la forme varie en fonction de la boulangerie.
La pâte est faite de farine, de sucre, d'eau, de levure, de lait et de crème. Avant de la mettre au four pour la cuisson, la brioche est souvent badigeonnée d'eau sucrée afin de développer un beau glaçage.